# Tanjung Sari (Lauser)
Tanjung Sari is een bestuurslaag in het regentschap Aceh Tenggara van de provincie Atjeh, Indonesië. Tanjung Sari telt 436 inwoners (volkstelling 2010).